# Сергеевское сельское поселение (Омская область)
Сергеевское се́льское поселе́ние — муниципальное образование в Оконешниковском районе Омской области Российской Федерации.
Административный центр — село Сергеевка.

## История
Статус и границы сельского поселения установлены Законом Омской области от 30 июля 2004 года № 548-ОЗ «О границах и статусе муниципальных образований Омской области».

## Население
| 2010 | 2011  | 2012  | 2013 | 2014 | 2015 | 2016 |
| ---- | ----- | ----- | ---- | ---- | ---- | ---- |
| 1061 | ↘1056 | ↘1027 | ↘971 | ↘918 | ↘905 | ↘898 |
| 2017 | 2018  | 2019  | 2020 | 2021 | 2023 |      |
| ↘877 | ↘868  | ↘856  | ↘824 | ↘815 | ↘787 |      |

## Состав сельского поселения
| № | Населённый пункт | Тип населённого пункта       | Население |
| - | ---------------- | ---------------------------- | --------- |
| 1 | Волчино          | деревня                      | ↘40       |
| 2 | Кочковатое       | деревня                      | ↘163      |
| 3 | Ольховка         | деревня                      | ↘86       |
| 4 | Павловка         | деревня                      | ↘108      |
| 5 | Сергеевка        | село, административный центр | ↘664      |

## Известные уроженцы
- Босенко, Владимир Андреевич — советский художник-живописец, член Союза художников СССР